# KIC 9832227
KIC 9832227 è una stella binaria a contatto situata nella costellazione del Cigno, distante circa 1800 anni luce dal sistema solare e di magnitudine 12,3. È classificata anche come binaria a eclisse con un periodo di 11 ore.
La coppia di stelle è sorvegliata dal 2013 dal telescopio spaziale Hubble per la loro orbita ravvicinata; è previsto infatti che le due componenti si fonderanno tra loro in breve tempo, inizialmente stimato attorno all'anno 2022, dando vita a una nova rossa luminosa, che dovrebbe raggiungere la luminosità della stella polare e rimanere visibile a occhio nudo per circa un mese.
La periodicità della variabilità di KIC 9832227 si sta accorciando dal 2013 e si prevede che il periodo continuerà a ridursi a un ritmo sempre crescente e terminerà con la fusione dei due nuclei stellari. Questo processo rilascerà una grande quantità di energia, come è già avvenuto nel sistema di V1309 Scorpii, che divenne una nova nel 2008; studi successivi di un team guidato da Romuald Tylenda suggerirono una fusione stellare come causa scatenante. Tuttavia, gli astronomi del team di Tylenda hanno messo in discussione l'affidabilità delle previsioni su KIC 9832227, poiché si basano su un modello che potrebbe non essere sufficientemente accurato per prevedere che il fenomeno avverrà in una data astronomicamente così precisa.
Una delle stelle è del 40% più massiccia del Sole, mentre l'altra è solo il 32% della nostra stella, anche se il raggio è di poco minore, pari a 0,83 R☉ Da un nuovo studio del 2018 sembra che una terza componente invisibile faccia parte del sistema e avente un periodo orbitale di 8,66 e un'orbita altamente eccentrica (e=0,51).